# 慶誠高等学校
慶誠高等学校（けいせいこうとうがっこう）は、熊本県熊本市中央区大江四丁目にある私立高等学校。

## 概要

### 教育方針
- 国家、郷土、人を愛し、社会に役立つ誠実な人物の育成。
- 知、徳、体の調和のとれた社会性豊かな人物の育成。
- 個性、能力を尊重し、自主、創造の高い理念を持ち、真摯に自己を拓く人物の育成。

## 学科・コース
- 食物科

- 普通科
  - 特別進学コース
  - 進学コース
  - 教養コース
- 教養コース - 教養進学コース
- 教養コース - グローバルコース
- 教養コース - 情報ビジネスコース
- 教養コース - パティシエコース

- 教養コースは2学年進級時に上記４コースに分かれる。(希望選択制)

## 沿革
- 1922年（大正11年）3月3日 - 熊本女子職業学校として創立。
- 1936年（昭和11年）4月1日 - 熊本高等家政女学校と改称。
- 1950年（昭和25年）4月1日 - 熊本家政女学園高等学校と改称。
- 1964年（昭和39年）11月1日 - 熊本女子高等学校と改称。
- 1965年（昭和40年）3月31日 - 普通科を併設。
- 1970年（昭和45年）4月1日 - 食物科を設置。
- 1992年（平成4年）4月1日 - 家政科を廃止、生活デザイン科を設置。
- 1997年（平成9年）4月1日 - 慶誠高等学校と改称。
- 2007年（平成19年）4月1日 - ふくし科を設置。
- 2009年（平成21年）4月1日 - 普通科特別進学コース新設。特別進学コースとふくし科が男女共学
- 2010年（平成22年）4月1日 - 普通科パティシエコース新設。情報コースを情報ビジネスコースに変更。
- 2010年（平成22年）4月1日 - 男女共学（普通科進学コース、食物科が男女共学化）
- 2011年（平成23年）4月1日 - 男女共学（全学科コース）
- 2012年（平成24年）2月20日 - 男子寮完成。
- 2012年（平成24年）11月7日 - 創立90周年式典　記念講演
- 2014年（平成26年）4月1日 - ふくし科生徒募集停止
- 2016年（平成28年）3月31日 - ふくし科廃止。新2号館完成

## 部活動
強化部 - 男女卓球部・男女バスケットボール部・女子バレーボール部・男子サッカー部・陸上競技部吹奏楽部が強化部として活動している。
準強化部 - 女子サッカー部

## 出身者
- 浜田光子（女子プロゴルファー）
- 下長智子（元卓球選手）
- 安藤みなみ（卓球選手）
- 高橋尚子（バリアフリー活動家）

## 交通アクセス
- 熊本市電 交通局前電停より徒歩5分
- 九州産交バス・熊本電鉄バス・熊本バス・熊本都市バス 交通局前バス停より徒歩5分